# Auf dem Katzensterz
Der Katzensterz ist ein Flurname beziehungsweise ein kleiner Ortsteil der Stadt Leichlingen (Rheinland) im nordrhein-westfälischen Rheinisch-Bergischen Kreis. Die Region ist bekannt für ihre  Wanderwege, Streuobstwiesen und die Nähe zur Wupper.

## Lage
Der Katzensterz liegt im westlichen Stadtgebiet von Leichlingen, nahe der Grenze zu Solingen. Die Umgebung ist ländlich geprägt und zeichnet sich durch Wälder, kleine Bäche und landwirtschaftliche Flächen aus. In unmittelbarer Nähe verlaufen mehrere Wander- und Radwege.

## Name und Herkunft
Der Ursprung des ungewöhnlichen Namens „Katzensterz“ ist nicht eindeutig geklärt. Vermutet wird, dass es sich um einen alten Flurnamen handelt, der sich entweder auf die Form eines Wegverlaufs oder eines Flurstücks bezieht – möglicherweise erinnerte dieser an den gebogenen Schwanz (Sterz) einer Katze. In der regionalen Mundart wird der Begriff teils scherzhaft verwendet, was zur Erhaltung des Namens beigetragen haben könnte.

## Nutzung und Besonderheiten
Der Katzensterz ist heute vor allem durch seine ruhige Lage bekannt. Die dortigen Häuser sind überwiegend Einfamilienhäuser, einige im Fachwerkstil. In der Nähe finden sich Streuobstwiesen, die für Leichlingen typisch sind und im Frühling zahlreiche Besucher anziehen, insbesondere zur Zeit der Obstblüte.

## Verkehrsanbindung
Der Katzensterz ist über kleine Landstraßen von Leichlingen aus erreichbar. Öffentliche Verkehrsmittel bedienen die Region nur eingeschränkt; die nächsten Bushaltestellen befinden sich in den angrenzenden Ortsteilen.